# ヴィッロンゴ
ヴィッロンゴ（伊: Villongo  ( 音声ファイル)）は、イタリア共和国ロンバルディア州ベルガモ県にある、人口約8,000人の基礎自治体（コムーネ）。

## 地理

### 位置・広がり
ベルガモ県東部のコムーネ。県都ベルガモから東へ20km、ブレシアから北西へ26km、州都ミラノから東北東へ62kmの距離にある。

#### 隣接コムーネ
隣接するコムーネは以下の通り。括弧内のBSはブレシア県所属を示す。
- アドラーラ・サン・マルティーノ
- クレダーロ
- フォレスト・スパルソ
- パラーティコ (BS)
- サルニコ
- ザンドッビオ

### 地震分類
イタリアの地震リスク階級 (it) では、3 に分類される
。

## 行政

### 山岳部共同体
広域行政組織である山岳部共同体「ラーギ・ベルガマスキ山岳部共同体」 (it:Comunità montana dei Laghi Bergamaschi) （事務所所在地: ローヴェレ）を構成するコムーネの一つである。

## 姉妹都市
- Seloncourt、フランス